# 第一巴本基夫卡
46°10′59″N 33°29′34″E / 46.18306°N 33.49278°E
第一巴本基夫卡（烏克蘭語：Бабенківка Перша）是位於烏克蘭南部的村莊，由赫爾松州斯卡多夫斯克區的卡蘭恰克市鎮負責管轄。該村始建於1948年，面積28.7平方公里，海拔高度10米，2001年人口413，人口密度每平方公里14.4人。现被俄罗斯占领。